# Couepia chrysocalyx
Couepia chrysocalyx är en tvåhjärtbladig växtart som först beskrevs av Eduard Friedrich Poeppig och Stephan Ladislaus Endlicher, och fick sitt nu gällande namn av Joseph Dalton Hooker och George Bentham. Couepia chrysocalyx ingår i släktet Couepia och familjen Chrysobalanaceae. Inga underarter finns listade i Catalogue of Life.